# Pristomyrmex fuscipennis
Pristomyrmex fuscipennis är en myrart som först beskrevs av Smith 1861.  Pristomyrmex fuscipennis ingår i släktet Pristomyrmex och familjen myror. Inga underarter finns listade i Catalogue of Life.